# Annik Van den Bosch
Annik Van den Bosch (Ekeren, 20 juni 1971) is een Belgisch arbeider, syndicalist en politicus voor de marxistische partij PVDA. 

## Biografie
Van den Bosch werkte jarenlang in de horeca en was daarna aan de slag als monitor in een maatwerkbedrijf. Vanaf 2014 werkte ze in de Delhaizewinkel Fruithof in Berchem, waar ze vakbondsafgevaardigde werd voor de BBTK-ABVV. In die functie voerde ze in 2023 het verzet aan tegen de franchisering van de 128 eigen winkels die Delhaize beheerde.
Voor de PVDA stond ze op de tweede plaats Brusselse Kamerlijst bij de verkiezingen van 9 juni 2024, hoewel ze in Antwerpen woont. De partij behaalde er 16,75%, een stijging van 4,47% ten opzichte van 2019, en behaalde zo drie verkozenen in Brussel, waaronder Van den Bosch, die met 9.937 voorkeursstemmen in de Kamer van volksvertegenwoordigers belandde.